# Astragalus hamosus

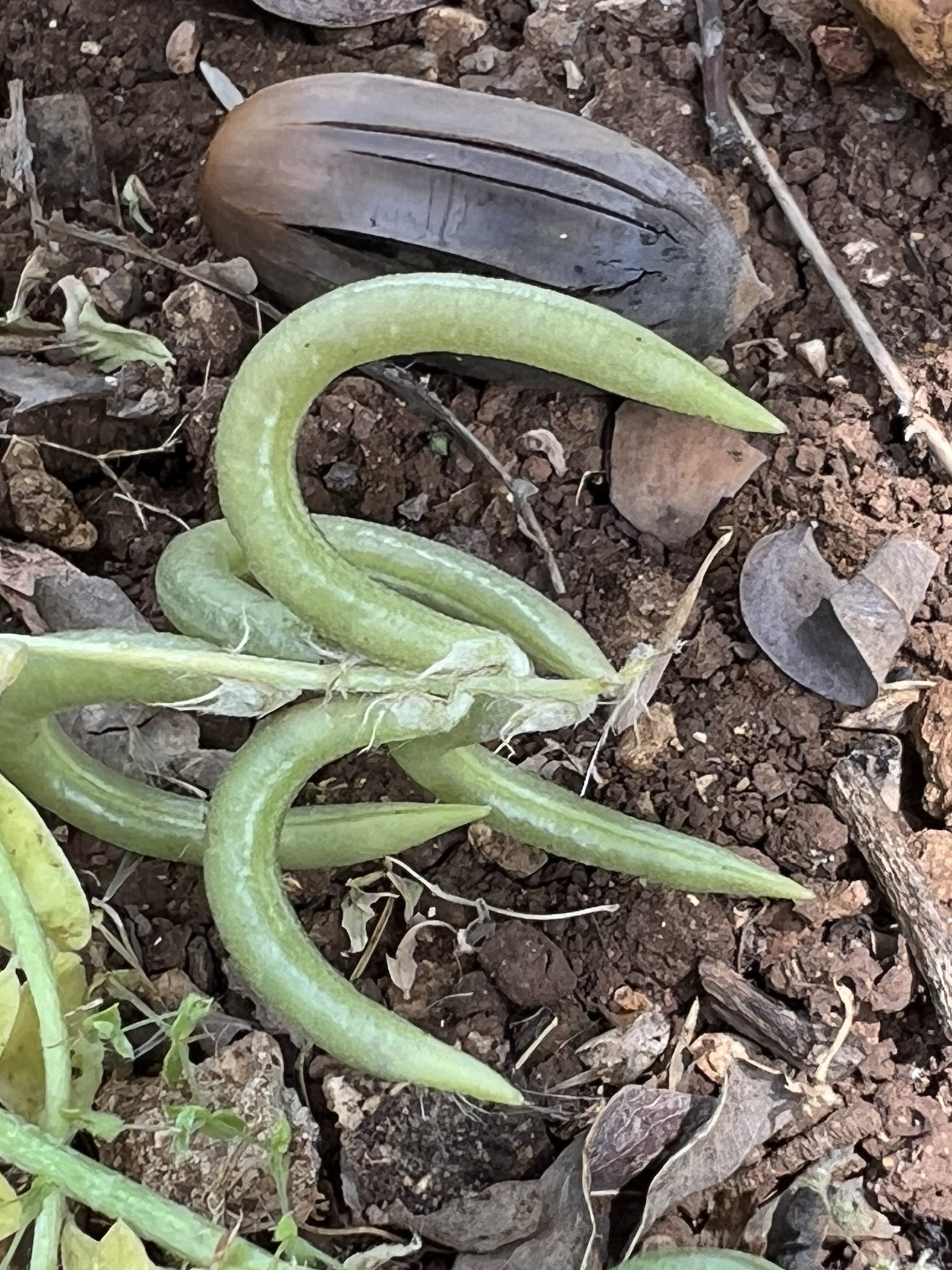
Fruits de l'Astragale à crochets.

Astragale à crochets, Astragale à gousses en hameçon
Espèce
Astragalus hamosus, l'Astragale à crochets ou Astragale à gousses en hameçon, est une espèce de plantes à fleurs de la famille des Fabacées.
C'est une plante annuelle.